# Волгоградская область
Волгогра́дская о́бласть — субъект Российской Федерации, входит в состав Южного федерального округа, является частью Поволжского экономического района .
Административный центр — город-герой Волгоград.
Волгоградская область граничит на севере с Саратовской областью, на северо-западе — с Воронежской областью, на западе, юго-западе и юге — с Ростовской областью, на юге и юго-востоке — с Астраханской областью, на юге — с Республикой Калмыкия, на востоке — с Казахстаном (Западно-Казахстанская область).
Область расположена на юго-востоке Восточно-Европейской равнины, юг области расположен на скифской плите.

## История
В средневековье земли нынешней Волгоградской области входили в состав таких крупных государственных образований, как Тюркский и Хазарский каганаты, Золотая Орда, Астраханское ханство, Малые Ногаи, Ногайская Орда и Московское царство. С I тысячелетия нашей эры на территории области на волгодонском перешейке существовала волгодонская переволока, положившая началу превращения Царицына в крупный областной центр.
Древний торговый и военный путь просуществовал до 1952 года, когда транспортную связь между реками стал исполнять канал ВолгоДон.
Область Войска Донского
В XIX веке большая часть правобережной части современной Волгоградской области России входила в состав области Войска Донского — административно-территориальной единицы Российской империи, населённой донскими казаками и управлявшейся по особому положению. С 1786 официально называлась землёй Войска Донского, в 1870—1918 — областью Войска Донского.
Стоит добавить, то что между Дмитриевском — Царицыном в XVIII веке располагалось Волгское казачье войско, которое по сути было восточным продолжением Донского. После своего расформирования часть Волгских казаков вошло в Астраханское казачье войско чьи станицы и земельные наделы располагались на востоке современной Волгоградской области.
С 23 марта по 4 мая 1918 года (номинально по 30 сентября 1918) на территории области существовала Донская Советская Республика, а после её ликвидации — Всевеликое Войско Донское (до 1920 года).
В 1920 году область Войска Донского упразднена, 7 её округов вошли в Донскую область, а три округа — 2-й Донской, Хопёрский и Усть-Медведицкий — вошли в состав Царицынской губернии. В современных границах области вошли незначительные, ненаселённые участки и от Сальского, Донецкого, Первого Донского округов Всевеликого Войска Донского. Таким образом, казачье население области было разделено примерно пополам между двумя новыми административными единицами Советской республики.
Царицынская губерния (1919—1928, с 1925 — Сталинградская)
Центр — город Царицын (в 1925 — Сталинград). Образована 7 сентября 1918 года приказом Военного совета Северо-Кавказского военного округа. В состав вошли Царицынский уезд и часть Камышинского уезда Саратовской губернии. 20 апреля 1919 года в состав Царицынской губернии были включены территории 2-го Донского и Усть-Медведицкого округов. Декретом ВЦИК от 4 апреля 1921 года в состав Царицынской губернии был включены Хопёрский округ Донской области.
Донская область (20 марта 1920 — 13 февраля 1924)
Возникла из части области Войска Донского. 13 февраля 1924 года область вошла в состав Юго-Восточной области вместе с Кубано-Черноморской областью, Ставропольской, Терской губерниями и городом Грозный. Административный центр — Ростов-на-Дону.
Нижне-Волжская область (21 мая 1928 — 11 июня 1928)
Сформирована из: Астраханской, Сталинградской, Саратовской губерний и части Самарской губернии. Административный центр — Саратов.
Нижне-Волжский край (11 июня 1928 — 10 января 1934)
11 июня 1928 года преобразован из Нижне-Волжской области. Центр края: с по 1928 по 1932 год — Саратов, с 1932 по 1934 год — Сталинград.
Сталинградский край (10 января 1934 — 5 декабря 1936)
Возник путём разделения Нижневолжского края. Административный центр — город Сталинград. 5 декабря 1936 года край преобразован в Сталинградскую область и Калмыцкую АССР
Сталинградская область (5 декабря 1936 — 16 декабря 1961)
Сталинградская область была образована из Сталинградского края 5 декабря 1936 год.
Административная единица на территории Российской Советской Федеративной Социалистической Республики. В это время границы области часто изменялись и переходили то в соседние области территории, то возвращались обратно, то отходили полностью в другие области, а из соседних переходили в подчинение Сталинграда земли из других областей.
Административный центр — город Сталинград.
В 1930-е годы из состава Северо-Кавказского края в состав Нижневолжской, а затем Сталинградской области были переданы участки земли в Кумылженском, Серафимовичском например часть земель Пронинского сельского поселения, Чернышковском районах, а в начале 1930-х годов из состава Нижне-Волжской области вышел Сальский округ и в 1940-е годы из состава Сталинградской области выбыл участок земли выходивший к берегу реки Сал в районе Андреевской станицы вышли они в состав современной Ростовской области. Как указывает книга М. Болдырева от 18 марта 1928 года «Новая Область» карты и описание округов Нижне-Волжской области. Первый этап оборонительного сражения на Северном Кавказе начался 25 июля 1942 года на рубеже нижнего течения Дона в полосе от станицы Верхне-Курмоярская до устья Дона.
Сталинградская битва проходила с 17 июля 1942 года по 2 февраля 1943 года — одно из важнейших генеральных сражений Второй мировой и Великой Отечественной войн.
В 1944 году часть упразднённой Калмыцкой АССР вошла в состав Сталинградской области.
Указом Президиума Верховного Совета СССР от 6 января 1954 года из состава Сталинградской области в состав новообразованной Балашовской области были включены северные районы области. После упразднения Балашовской области Указом Президиума Верховного Совета РСФСР от 19 ноября 1957 года эти районы были возвращены в состав Сталинградской области. С 1954 года по 1957 год Нижне-Чирский, Перелазовский, Серафимовичский и Чернышковский районы входили в состав Каменской области.
Волгоградская область
16 декабря 1961 году переименована в Волгоградскую область.
Административный центр — город Волгоград.
В конце 2010 года ряд экспертов заявили о реальной возможности слияния Волгоградской и Астраханской областей в единый Нижне-Волжский край. При этом ставка делается на Астраханскую область, её потенциал и региональную элиту. Некоторые исследователи считают более продуктивным объединение с соседней Ростовской областью или же размежевания области после 2018 года по административным границам, существовавшим на территории современной Волгоградской области на 1 января 1792 года, или на 1 января 1917 года. На этот счёт существуют разные мнения, есть и такие, которые предлагают объединить Волгоградскую обл с Саратовской, так как в последней более развита наука, животноводство, политическая система.
В целом границы за период существования области с 1918 по 2015 год менялись в среднем раз в 5-10-15 лет — это также накладывало отпечаток на особенность исторических процессов, происходивших в Волгоградской области в этот период времени.

## Физико-географическая характеристика

### География

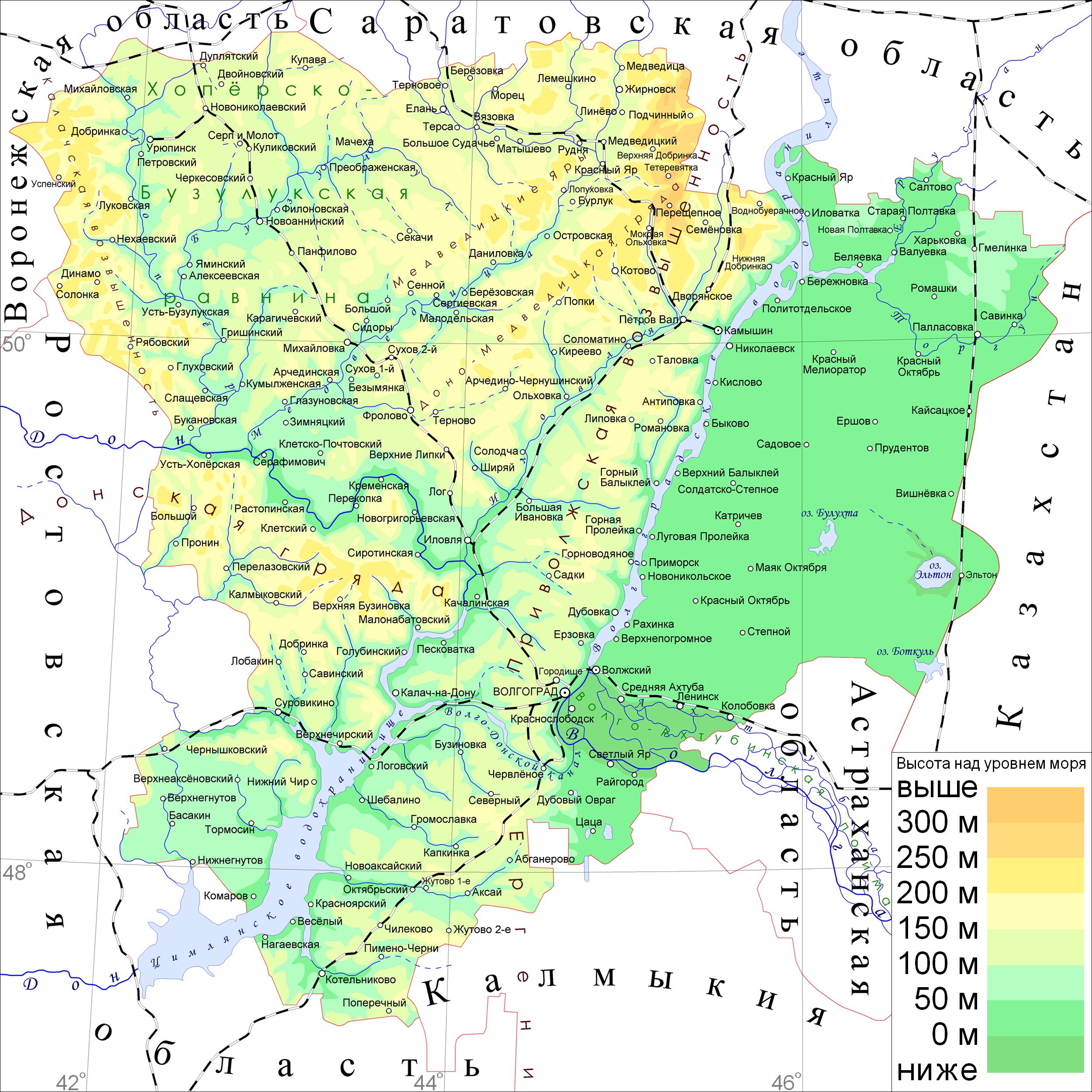
Карта Волгоградской области

С севера на юг и с запада на восток область протянулась более чем на 400 км. Общая протяжённость границ области — 2221,9 км, в том числе с Саратовской областью 29,9 %, Ростовской 26,8 %, Астраханской 11,4 %, Воронежской 11,3 % областями, Республикой Калмыкия 10,9 % и Казахстаном 9,7 %.
Волгоградская область имеет выгодное географическое положение, являясь главными воротами на юг России с выходом на Иран, Кавказ, Украину и Казахстан. В обратном направлении на Центральную Россию и Поволжье. Также в области соединяются через Волго-Донской канал две важнейшие реки Европейской части России: Волга и Дон. С его помощью можно выйти на следующие моря: Каспийское море, Белое море, Балтийское море, Чёрное море и Азовское море.
Занимает площадь 112,9 тыс. км² (78 % составляют земли сельскохозяйственного назначения).
Высшая точка области — гора Серпокрыловская (358,6 м, 50°34′14″ с. ш. 45°08′41″ в. д.). Расположена в Жирновском районе к юго-востоку от села Серпокрылово, от которого и получила название. Гора является частью Гусельско-Тетеревятского кряжа Доно-Медведицкой гряды Приволжской возвышенности .

### Климат
Климат области засушливый, с резко выраженной континентальностью. Северо-западная часть находится в зоне луговой степи, восточная — в зоне полупустынь, приближаясь к настоящим пустыням c сухим резко континентальным климатом BSk по классификации Кёппена в южной части Палласовского района к югу и востоку-юго-востоку от озёра Эльтон и к югу от урочища Калмыцкая Западина и в юго-восточной части Светлоярского района. Средняя температура января от −7 до −12°С, июля от +28 до +35°С. Среднегодовое количество осадков выпадает на северо-западе до 500 мм на склонах северной и восточной экспозиции Калачской возв. Урюпинского и Нехаевского районов и около 450 мм в районе Михайловки за счёт крупного цементного завода, на юго-востоке — менее 270 мм. Абсолютный максимум тепла +42…+45 °C наблюдается обычно в июле — августе. Абсолютный минимум температуры воздуха составляет −36… −41 °C и наблюдается в январе — феврале. Коэффициент увлажнения от 0,5 на северо-западе области и снижается он до 0,25 на её юго-востоке. http://www.pogodaiklimat.ru/

### Гидрография

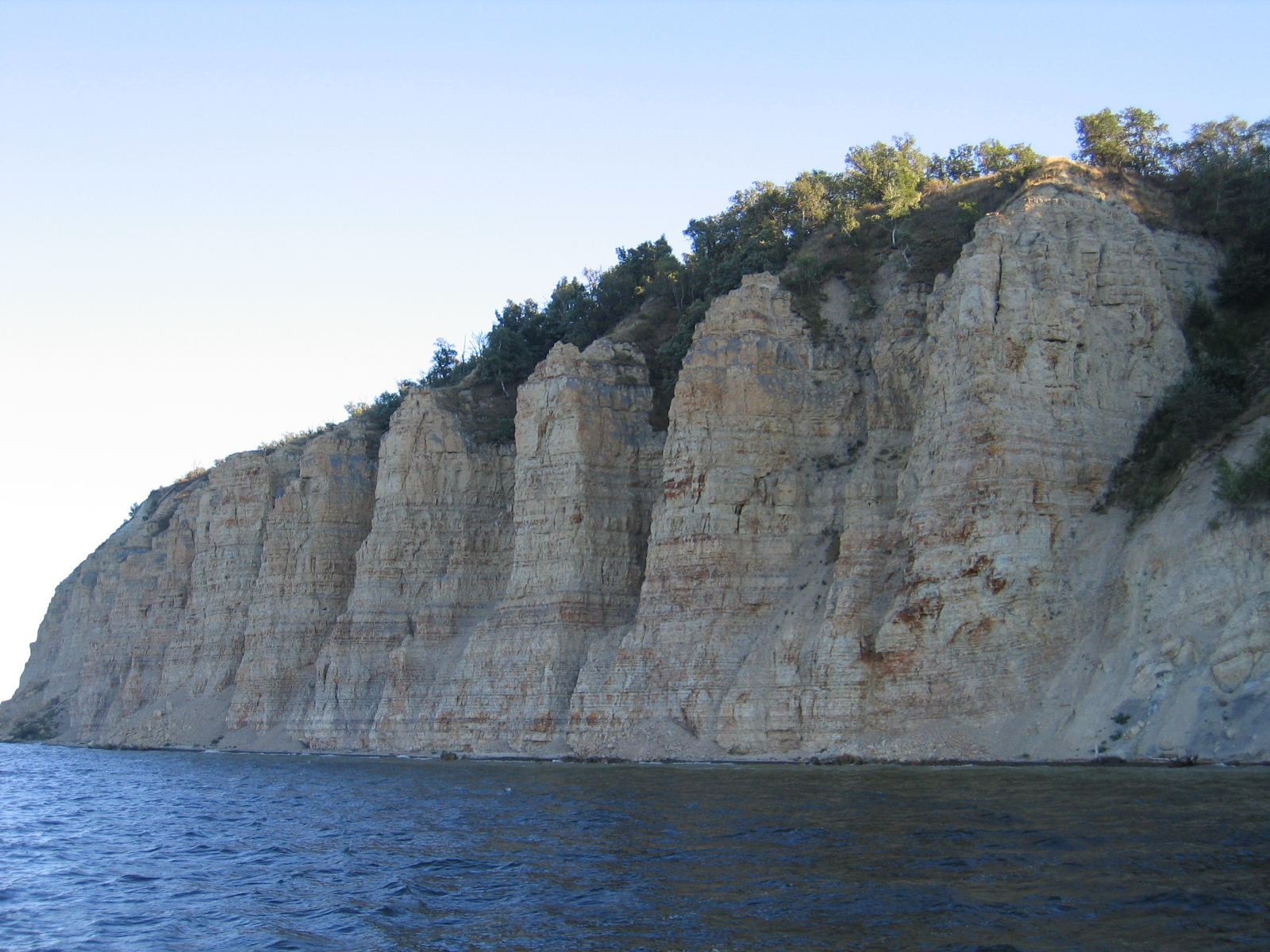
Столбичи — правый обрывистый берег Волги в Камышинском районе, недалеко от границы с Саратовской областью

По территории Волгоградской области протекает около 200 рек различной величины. Они относятся к бассейнам Азовского и Каспийского морей, Прикаспийскому и Сарпинскому бессточным бассейнам. Большая часть территории региона дренируется Доном с его притоками: Хопром, Медведицей, Иловлей, Чиром, Донской Царицей, Мышковой, Аксаем, Курмоярским Аксаем — всего 165 рек. Волжский бассейн занимает узкую полосу вдоль долины Волги и включает 30 водотоков.
На обширной территории Прикаспийского бессточного района (22 172 км²) рек мало, они впадают в озеро Эльтон (Сморогда, Хара, Ланцуг). Реки, относящиеся к Сарпинскому бессточному бассейну, стекают с восточного склона Ергенинской возвышенности и впадают в озёра Сарпа и Цаца.
Общая протяжённость рек, протекающих по территории Волгоградской области, составляет 7981 км, 9 из них имеют протяжённость более 200 км, их суммарная длина в пределах области — 1947 км. Питание рек происходит за счёт атмосферных осадков (80—90 % всего объёма) и грунтовых вод.
Волга и Дон с крупными притоками используются как водные транспортные магистрали. На них построены крупные ГЭС, созданы водохранилища, дающие возможность использовать воду для выработки гидроэнергии и на орошение полей. Волга и Дон соединены судоходным каналом, благодаря которому проложен глубоководный путь между Балтийским, Белым, Каспийским и Азовским морями.

### Часовой пояс
Волгоградская область несколько раз переходила из одной часовой зоны в другую. Местное время МСК+1 было введено 28 октября 2018 года на основании проведённого в марте того же года референдума. 27 декабря 2020 года область вернулась обратно в часовой пояс UTC+3 (МСК).

### Флора и фауна
Значительная часть растений и животных Волгоградской области представлена степными видами. Часть видов животных и растений исчезла с территории региона.
Животный мир области довольно богат и своеобразен, что обусловлено особенностями её географического положения и климата, разнообразием и контрастностью ландшафтов. По предварительным оценкам, на территории области обитает более 15 тысяч видов беспозвоночных и около 500 видов позвоночных животных, в том числе около 9 тысяч видов насекомых, более 80 видов пауков, 80 видов рыб, 8 видов земноводных, 11 видов пресмыкающихся, 299 видов птиц и около 80 видов млекопитающих. Встречаются ядовитые животные.
Широкий спектр экологических условий и богатый набор местообитаний от болотных до полупустынных, вкраплённых в основной фон степного ландшафта, обеспечивают возможность для существования животных с разными типами ареалов и экологическими требованиями к среде обитания.
Большинство степных и полупустынных животных — обитатели открытых пространств. Среди млекопитающих наиболее разнообразны и многочисленны представители отряда грызунов. Характерными представителями степной фауны являются суслик малый, суслик крапчатый, слепушонка обыкновенная, полёвка обыкновенная, мышовка степная, большой тушканчик, степная пеструшка, а также заяц-русак (единственный представитель отряда зайцеобразных), ушастый ёж и землеройки (отр. Насекомоядных). Со строителями нор связана жизнь практически всех степных хищников — степного хоря, лисицы, корсака.
Некоторые виды млекопитающих обитают лишь на части территории области. Так Волга является западной границей ареала белобрюхой белозубки, жёлтого суслика. С юга и с востока на территорию области иногда заходят небольшие группы сайгаков.

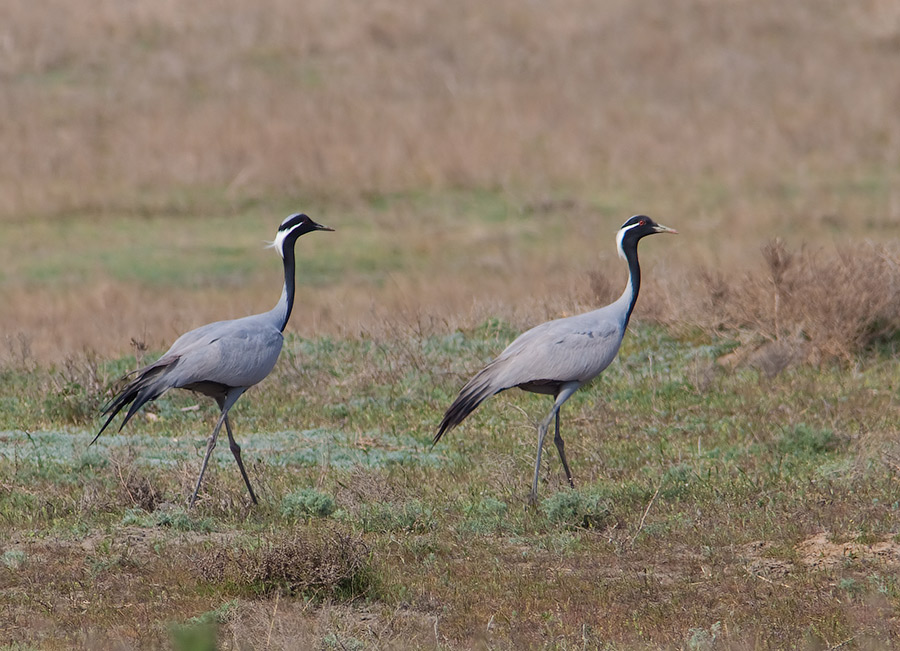
Журавль-красавка

Из птиц типичными обитателями открытых пространств являются жаворонки (полевой и степной), дневные хищные птицы (кобчик, пустельга обыкновенная, чёрный коршун, курганник, степной орёл и др.), курообразные (серая куропатка и перепел), журавлеобразные (журавль-красавка), дрофиные (дрофа, стрепет).
Из пресмыкающихся наиболее обычны прыткая ящерица, разноцветная ящурка, полозы; повсеместна, хотя и более редка, степная гадюка; из беспозвоночных животных — многоножки, пауки, гамазовые и панцирные клещи, жуки, клопы, прямокрылые и др.

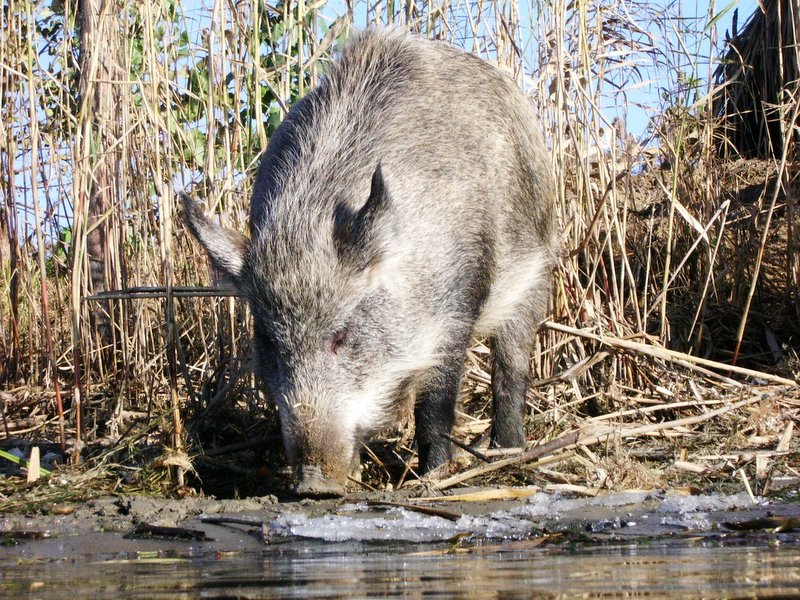
Дикий кабан

Фауна лесов и искусственных лесонасаждений гораздо богаче и разнообразнее. Однако из-за того, что площадь, занятая под лесами сравнительно небольшая, численность большинства лесных животных невелика. Из млекопитающих типичными обитателями лесов являются восточноевропейский ёж, землеройка — малая белозубка, лесная соня, мышь-малютка, енотовидная собака, лесной хорёк, лесная и полевая мыши, летучие мыши, обыкновенный кабан и лось; из птиц — дятлы, сорокопуты, дрозды, славки, мухоловки, синицы, филины, совы и др.
Водоёмы области и их побережья характеризуются большим видовым разнообразием фауны, высокой продуктивностью и наличием значительного числа редких видов. Из млекопитающих в водоёмах встречается 6 видов (бобр, ондатра, выхухоль, водяная полёвка, водяная кутора и норка), хотя степень их адаптации к обитанию в воде различна. Последние три вида значительную часть времени проводят вне водоёмов. За исключением ондатры и норки, встречающихся почти повсеместно (хотя и с небольшой численностью), остальные водные млекопитающие имеют локальное распространение.

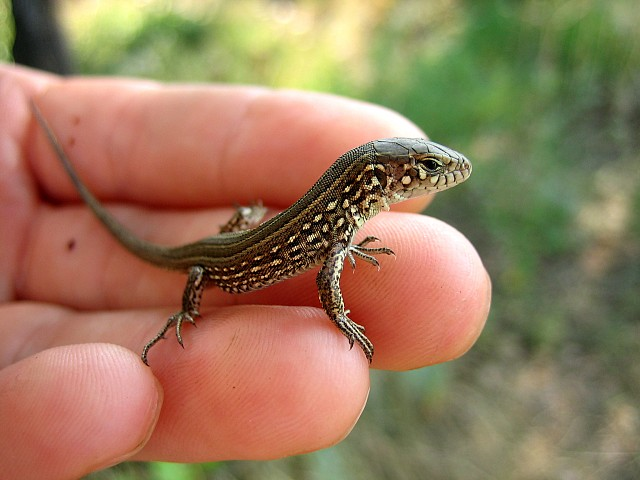
Прыткая ящерица (недалеко от Камышина)

Существенное значение в функционировании водных и околоводных экосистем играют лимнофильные птицы, которые составляют более 30 % от общего числа птиц, встречающихся на территории области. Чаще других водоёмы заселяют речные утки — кряква, чирки, а из нырковых — красноголовый и белоглазый. Повсеместно встречаются также поганки (большая и серощёкая), аистообразные (серая цапля, кваква, выпь). Из земноводных наиболее обычным обитателем водоёмов является озёрная лягушка, из пресмыкающихся — болотная черепаха и ужи (обыкновенный и водяной).
Богата и разнообразна ихтиофауна водоёмов, в составе которой насчитывается 78 видов, принадлежащих 15 отрядам, среди которых наибольшим видовым разнообразием отличаются карпообразные, составляющие значительную часть уловов рыбы. В водоёмах Донского бассейна встречаются такие ценные виды рыб как донская стерлядь, чехонь, рыбец, синец; в бассейне Волги — осётр русский, белуга, стерлядь, севрюга, сельдь волжская, белорыбица. Наиболее распространённые виды — черноморско-каспийская тюлька (самая многочисленная рыба в Волгоградской области), уклейка, густера, серебряный карась, бычок-песочник, лещ, речной окунь и горчак. В составе ихтиофауны области есть ряд видов, акклиматизированных и вселившихся по ирригационным каналам из других бассейнов (белый амур, пёстрый и белый толстолобики, большеротый буффало, веслоноса, пиленгаса и др.).
Состав фауны водных беспозвоночных животных особенно богат и насчитывает более чем 1200 видов, относящихся к 19 классам и более чем 60 отрядам. Подавляющая часть фауны — виды, обычные для пресных вод Европейской части России (пиявки; двустворчатые и брюхоногие моллюски; ветвистоусые и веслоногие ракообразные, мизиды, бокоплавы, речные раки; личинки стрекоз и хирономид; водные клопы-гребляки, гладыши (клопы), водомерки; водные жуки-водолюбы, плавунцы, плавунчики, вертячки).
Рыбный промысел и охота — важнейшие виды природопользования. В водоёмах Волгоградской области добывается около 30 видов рыб; основными объектами промысла являются лещ, густера, серебряный карась, плотва, толстолобик, судак, синец, сазан, чехонь, сом, щука, жерех.
Общая площадь охотничьих угодий области составляет около 1 млн 172 тыс. га. Добыча охотничьих животных планируется на основании данных по численности с расчётом сохранения поголовья, необходимого для расширения воспроизводства. К охотничьим животным относится более 20 видов. Основные объекты промысла — заяц-русак, лисица, ондатра, корсак, кабан, чирки, нырки, лысуха, серый гусь.
Распашка земель, коренные преобразования гидрографической сети, вырубка лесов, строительство дорог, нерегулируемый промысел и браконьерство, а также усиливающаяся рекреационная нагрузка существенным образом изменяют условия жизни многих видов животных. Одной из общепринятых форм охраны биоразнообразия является занесение видов в Красные книги. По состоянию на 1 января 2004 года в Красную книгу Волгоградской области занесено 134 вида животных.

## Экология

### Особо охраняемые природные территории
На начало 2010 года в Волгоградской области существовало 37 особо охраняемых природных территорий. Вместе с тем, как отмечают специалисты, кандидатами на включение в список являются ещё 55 объектов. Статус этих объектов определяется Законом Волгоградской области «Об особо охраняемых территориях Волгоградской области».
В Волгоградской области созданы 7 природных парков: Волго-Ахтубинская пойма, Донской, Нижнехопёрский, Усть-Медведицкий, Цимлянские пески, Щербаковский, Эльтонский.

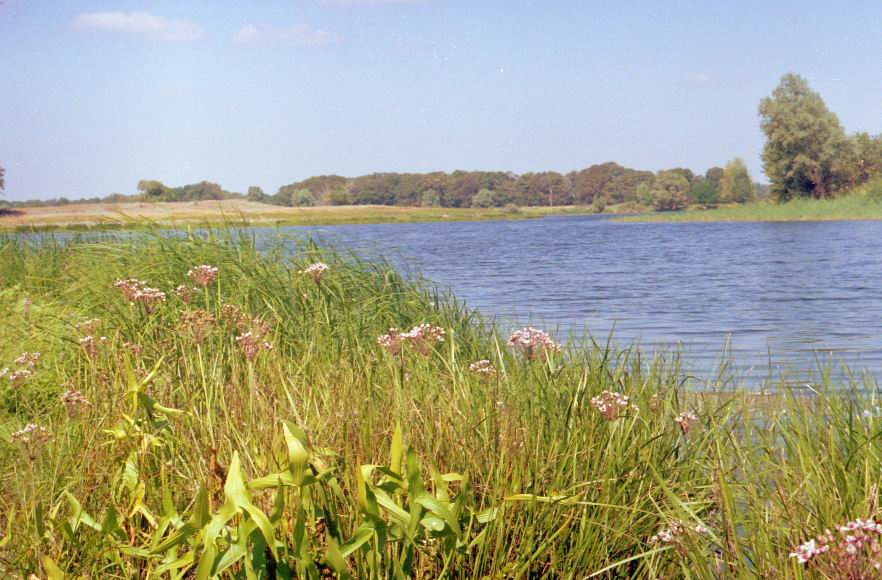
Волго-Ахтубинская пойма — ерик Лещёвский
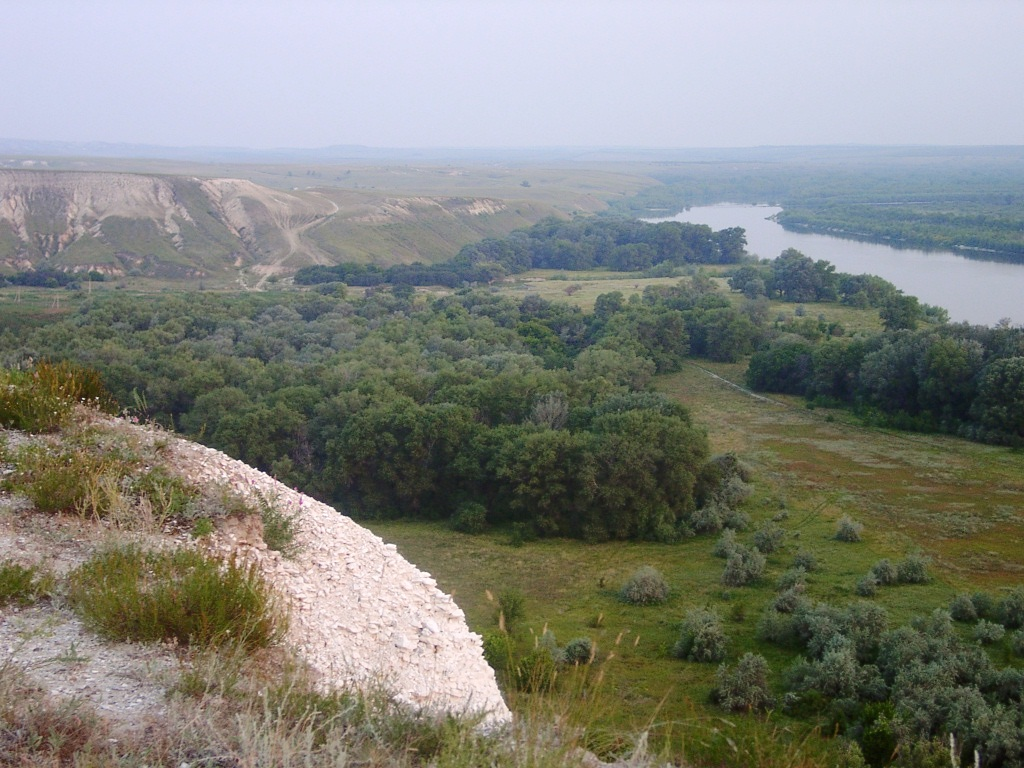
Донской
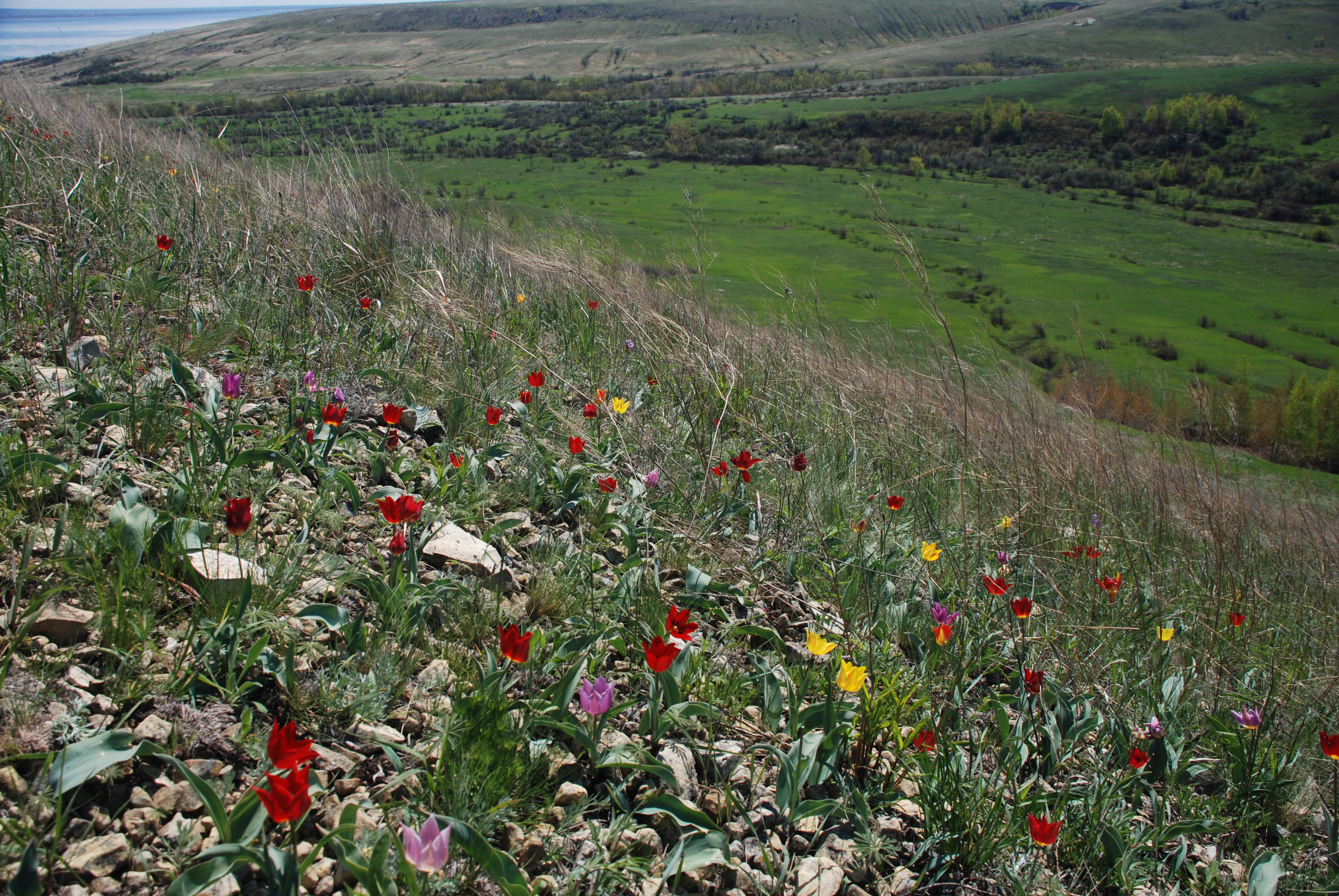
Щербаковский — тюльпаны Геснера в Кривцовской балке
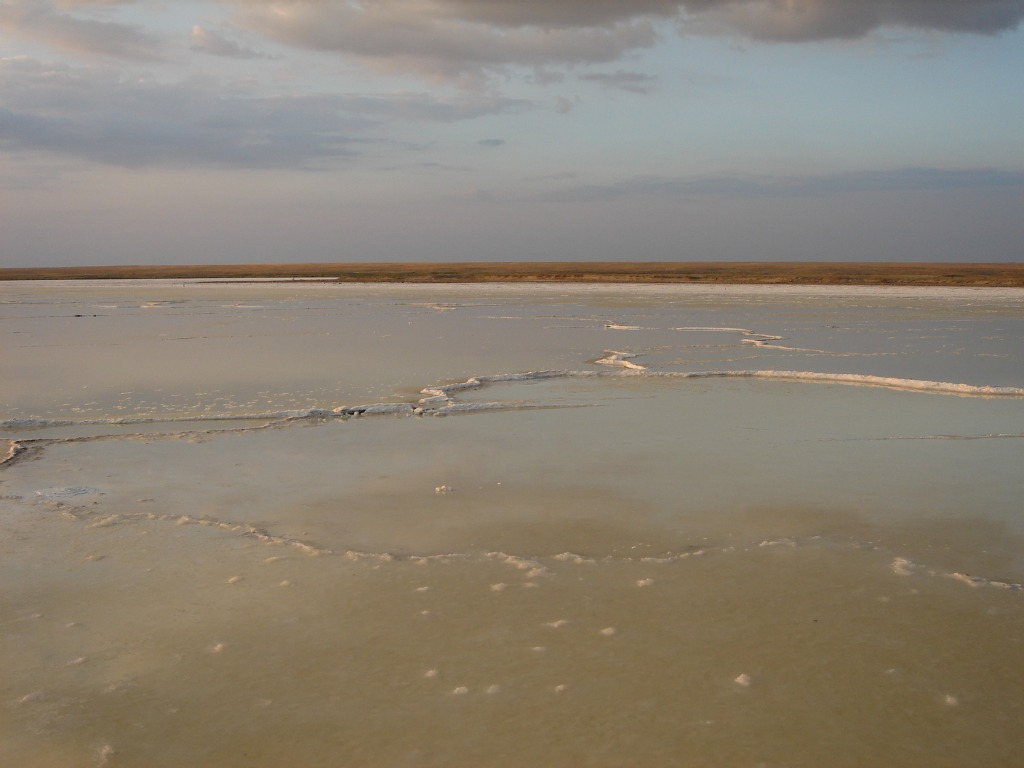
Эльтонский

Также в области созданы охотничьи заказники: Задонский, Куланинский, Кумылженский, Лещевский, Ольховский, Раздорский.
Конечно, многим жителям области, хотелось бы, что бы природоохранная деятельность в области хорошо развивалась и на территории области появлялись бы и другие природоохранные территории, включая и национальные парки, например и возможно и заповедники, над авто- и ж/дорогах возводились бы экодуки.

## Политика

### Органы власти
- Губернатор Волгоградской области,
- Волгоградская областная Дума — высший законодательный и представительный орган.

Газета «Волгоградская Правда» — официальный орган опубликования нормативных правовых актов государственных органов власти.
В 2002—2005 годах в Волгоградской области был реализован проект по созданию «Сети управления и передачи данных Волгоградской области» (СУиПД). Все районные администрации подключены к единой локальной сети областной администрации.

### Административно-территориальное деление
В рамках административно-территориального устройства, Волгоградская область состоит из административно-территориальных единиц:
- 6 городов областного значения (Волгоград, Волжский, Камышин, Михайловка, Урюпинск, Фролово);
- 33 района (Алексеевский, Быковский, Городищенский, Даниловский, Дубовский, Еланский, Жирновский, Иловлинский, Калачёвский, Камышинский, Киквидзенский, Клетский, Котельниковский, Котовский, Кумылженский, Ленинский, Михайловский, Нехаевский, Николаевский, Новоаннинский, Новониколаевский, Октябрьский, Ольховский, Палласовский, Руднянский, Светлоярский, Серафимовичский, Среднеахтубинский, Старополтавский, Суровикинский, Урюпинский, Фроловский, Чернышковский), в том числе
  - 13 городов районного подчинения
  - 17 рабочих посёлков (посёлков городского типа)
  - 465 сельсоветов
    - 1458 сельских населённых пунктов.

Для осуществления местного самоуправления в рамках муниципального устройства, в границах административно-территориальных единиц области к 1 января 2016 года образованы 475 муниципальных образований, в том числе:
- 6 городских округов (города Волгоград, Волжский, Камышин, Михайловка, Урюпинск, Фролово)
- 32 муниципальных района (Алексеевский, Быковский, Городищенский, Даниловский, Дубовский, Еланский, Жирновский, Иловлинский, Калачёвский, Камышинский, Киквидзенский, Клетский, Котельниковский, Котовский, Кумылженский, Ленинский, Нехаевский, Николаевский, Новоаннинский, Новониколаевский, Октябрьский, Ольховский, Палласовский, Руднянский, Светлоярский, Серафимовичский, Среднеахтубинский, Старополтавский, Суровикинский, Урюпинский, Фроловский, Чернышковский), в состав которых входят:
  - 408 сельских поселений
  - 29 городских поселений.

### Символика
Официальными символами Волгоградской области являются герб и флаг.

#### Герб
Описание
«...традиционный для российской геральдики прямоугольный геральдический щит с отношением высоты к ширине 4:3. В красном поле щита изображена в натуральном белом цвете фигура статуи Матери — Родины, установленной на Мамаевом кургане. На уровне нижней трети щит пересечён по горизонтали двумя синими полосами, обрамлёнными по краям и разделёнными между собой белыми каёмками. Ширина каждой синей полосы равна одной двадцатой высоты щита, ширина белых каёмок — одной шестидесятой высоты щита».
История
Утвержден 18 сентября 2000 года.

#### Флаг
Описание
«...прямоугольное красное полотнище в пропорциях 2:3 с изображением посредине в белом цвете фигуры статуи Матери-Родины, установленной на Мамаевом кургане. Высота статуи составляет три четверти ширины полотнища флага области. Параллельно древку изображены две синие вертикальные полосы, каждая шириной в одну шестнадцатую длины флага области и разделённые таким же расстоянием между собой и от края флага области».

## Населённые пункты
Населённые пункты с численностью населения более 10 тысяч человек
| Волгоград     | ↘1 012 219 |
| Волжский      | ↘313 034   |
| Камышин       | ↘104 220   |
| Михайловка    | ↘54 772    |
| Урюпинск      | ↘36 669    |
| Фролово       | ↘35 661    |
| Калач-на-Дону | ↗24 277    |
| Городище      | ↗22 939    |

| Котельниково   | ↗22 016 |
| Котово         | ↘19 955 |
| Суровикино     | ↘18 227 |
| Краснослободск | ↘16 419 |
| Новоаннинский  | ↘15 351 |
| Жирновск       | ↗15 555 |
| Палласовка     | ↗14 966 |
| Дубовка        | ↗14 779 |

| Средняя Ахтуба    | ↗14 293 |
| Елань             | ↗14 095 |
| Николаевск        | ↗13 460 |
| Ленинск           | ↘13 391 |
| Краснооктябрьский | ↗12 863 |
| Петров Вал        | ↗12 526 |
| Светлый Яр        | ↘10 790 |
| Иловля            | ↘10 555 |

## Население
Численность населения области по данным Росстата составляет 2 434 046 чел. (2025). Плотность населения — 21,56 чел./км² (2025). Городское население — 
79,34 % (2022). Русского населения  — 82,59 %. 417 религиозных организаций.

### Урбанизация
Доля городского населения по данным всесоюзных и всероссийских переписей:

### Национальный состав
По итогам переписи населения 2020 года проживали следующие национальности (национальности менее 0,1 % и другое см. в сноске к строке «Другие»):
| Национальность | Численность, чел. | Доля     |
| -------------- | ----------------- | -------- |
| Русские        | 2 065 446         | 82,59 %  |
| Казахи         | 37 576            | 1,50 %   |
| Армяне         | 15 891            | 0,64 %   |
| Татары         | 13 115            | 0,52 %   |
| Азербайджанцы  | 8341              | 0,33 %   |
| Украинцы       | 8339              | 0,33 %   |
| Чеченцы        | 8038              | 0,32 %   |
| Турки          | 5063              | 0,20 %   |
| Немцы          | 4222              | 0,17 %   |
| Цыгане         | 3632              | 0,15 %   |
| Таджики        | 3250              | 0,13 %   |
| Корейцы        | 3246              | 0,13 %   |
| Узбеки         | 2826              | 0,11 %   |
| Даргинцы       | 2726              | 0,11 %   |
| Другие         | 319 070           | 12,77 %  |
| Итого          | 2 500 781         | 100,00 % |

### Религия
Согласно статистике Управления Министерства Юстиции Российской Федерации по Волгоградской области на 1 января 2017 года в Волгоградской области насчитывалось 417 религиозных организаций.
| Русская православная церковь      | 268 |
| Старообрядцы                      | 11  |
| Римско-католическая церковь       | 5   |
| Ислам                             | 43  |
| Буддизм                           | 2   |
| Иудаизм ортодоксальный            | 4   |
| Иудаизм современный               | 0   |
| Евангельские христиане - баптисты | 19  |
| Христиане веры Евангельской       | 8   |
| Евангельские христиане            | 16  |
| Пятидесятники                     | 9   |
| Адвентисты седьмого дня           | 15  |
| Лютеране                          | 4   |
| Методистская церковь              | 1   |
| Пресвитерианская церковь          | 3   |
| Свидетели Иеговы                  | 0   |
| Иные вероисповедания              | 9   |

## Экономика

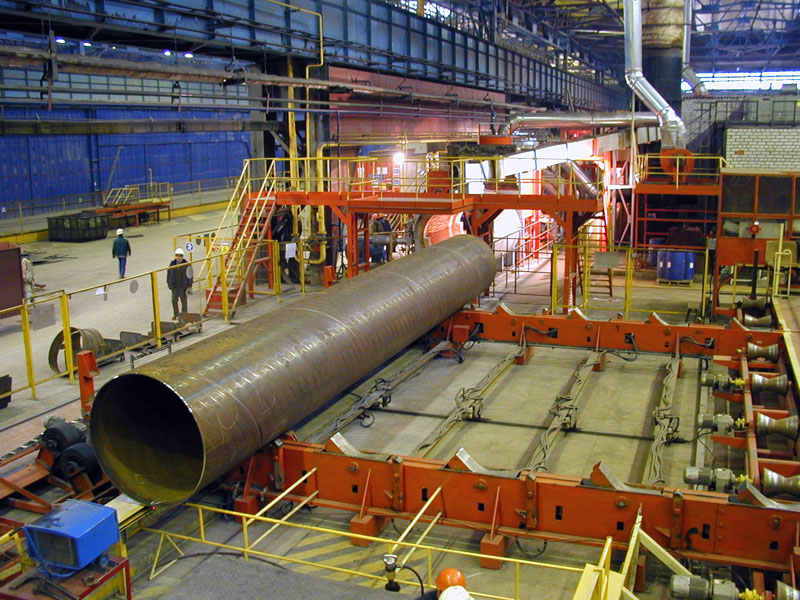
Волжский трубный завод

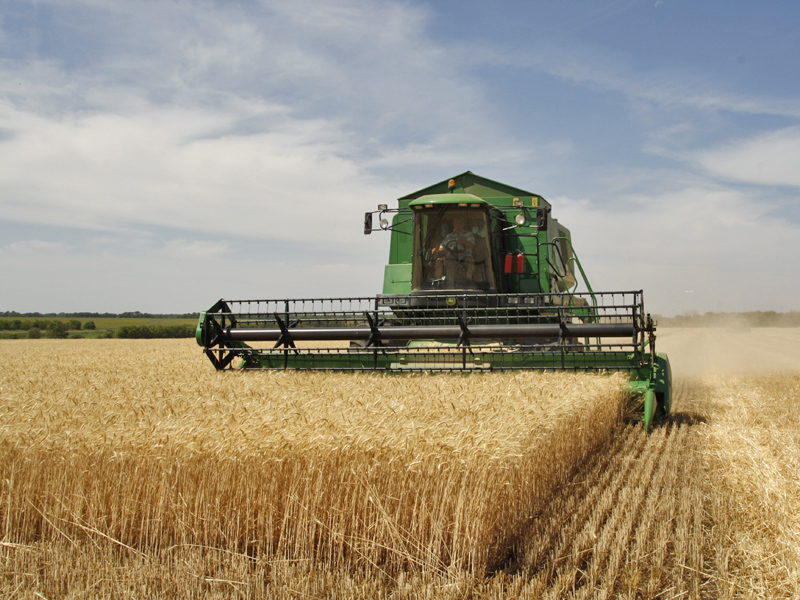
Уборка пшеницы в Волгоградской области

Волгоградская область является одним из экономически развитых регионов России со сбалансированной структурой хозяйства. Многоотраслевое сельское хозяйство сочетается с разнообразной промышленностью. По территории области протекают две крупнейшие судоходные реки, соединённые Волго-Донским каналом. 
Экономика Волгоградской области в 2022 году занимала 27-е место среди регионов России по ВРП и оценивалась в 1 218 млрд рублей или 0,87% от ВВП России при населении в 1,68% от населения России. ВРП на душу населения составил 491 тыс рублей. В реальном исчислении объём ВРП в 2022 году составил 98,8% от уровня 2018 года и 104,3% от уровня 2021 года. 
Наибольший объём ВРП в 2022 г. был создан на предприятиях обрабатывающих производств (22,0%), в сельском, лесном хозяйстве, охоте, рыболовстве и рыбоводстве (15,2%), в организациях, занимающихся торговлей оптовой и розничной, занимающихся ремонтом автотранспортных средств и мотоциклов (12,3%). 

### Обрабатывающая промышленность
При общем объёме промышленного обрабатывающего производства в 816 млрд рублей в 2023 году,  в области выделяются производство: 
- пищевых продуктов — 126 млрд рублей (26%),
- химических веществ и химических продуктов — 116 млрд рублей (14%),
- кокса и нефтепродуктов — 91 млрд рублей (11%)[49].

Крупнейшими предприятиями производства химических веществ и химических продуктов являются АО «Каустик», Волгоградский филиал ООО «Омский завод технического углерода», АО «Волжский Оргсинтез», ОАО «Эктос-Волга», АО «Волтайр-Пром», ООО «Зиракс», ООО «ТД ГраСС». Крупнейшим предприятием области в производстве кокса и нефтепродуктов является ООО «ЛУКОЙЛ-Волгограднефтепереработка».  

### Сельское хозяйство
В 2023 году произведено сельскохозяйственной продукции на 237 млрд рублей. Около 75% сельскохозяйственной продукции приходится на растениеводство и 25% — на животноводство (свиноводство, крупный рогатый скот, птицеводство, овцеводство).
Волгоградская область является основным регионом России по выращиванию репчатого лука, моркови, и огурца в открытом грунте. В 2024 году заняла 5-е место в стране по сбору пшеницы. Область является одним из лидирующих регионов по выращиванию тыквы, капусты, томатов, кабачков, и столовой свеклы. В 2022 году сбор бахчевых культур в области составил 221 тыс. тонн, что обеспечило ей 3-е место в России по этому показателю.
| тыс. гектар | 5303 | 4619,1 | 3992,1 | 2610,2 | 2979,3 | 2726,2 | 2988,0 | 3090,9 |

В 2023 году хозяйства области произвели 147 тысяч тонн в убойном весе скота и птицы на мясо на убой, 589 тысяч тонн молока, и 832 млн яиц. Область заняла 6-е место в стране по производству овечьей и козьей шерсти с 2 057 тонн продукта.
Волгоградская область занимает 8-е место в России по площади плодово-ягодных насаждений и пятое место — по их производству. Более 75% плодов области собирает группа «Сады Придонья».

## Образование
В области действует около 30 высших учебных заведений.

## Достопримечательности

### Природные
- Волго-Ахтубинская пойма
- Арчединско-Донские пески
- Ергени
- Медведицкая гряда
- река Дон
- река Медведица
- река Волга
- река Ахтуба
- река Хопёр
- озеро Эльтон
- река Арчеда

## Награды
Награжден
- Указом Президиума Верховного Совета СССР 11 сентября 1958 года «За выдающиеся успехи, достигнутые трудящимися Сталинградской области в деле увеличения производства зерна и других продуктов сельского хозяйства, за успешное выполнение высоких социалистических обязательств по продаже государству в 1958 году 152 миллионов пудов хлеба наградить Сталинградскую область орденом Ленина»[62].
- Указом Президиума Верховного Совета СССР 25 ноября 1970 года «За большие успехи, достигнутые трудящимися области в развитии народного хозяйства, выполнение заданий пятилетки по производству зерна и сдаче государству в 1970 году 250 млн. пудов хлеба, наградить Волгоградскую область орденом Ленина»[62].

Награды, учреждённые областью
- Почётный знак «Материнская слава»[63].